# Dasyatis navarrae
Dasyatis navarrae  (лат.) — малоизученный вид рода хвостоколов из семейства хвостоко́ловых отряда хвостоколообразных надотряда скатов. Они обитают в субтропических водах северо-западной части Тихого океана. Максимальная зарегистрированная ширина диска 38 см. Грудные плавники этих скатов срастаются с головой, образуя ромбовидный диск, ширина которого примерно равна длине. Рыло заострённое. Позади шипа на хвостовом стебле вентрально расположены вентральный и дорсальный кожные кили. Окраска дорсальной поверхности диска шоколадно-коричневого цвета. Подобно прочим хвостоколообразным Dasyatis acutirostra размножаются яйцеживорождением. Эмбрионы развиваются в утробе матери, питаясь желтком и гистотрофом. Являются объектом целевого промысла, однако мясо ценится невысоко. Вид страдает от ухудшения условий среды обитания. 

## Таксономия и филогенез
Впервые Dasyatis navarrae был научно описан в 1992 году. Позднее род Trygon  род Dasyatis были признаны синонимами. Голотип представляет собой самца с диском шириной 32 см, пойманного у берегов Шанхая, Китай. Вид назван в честь историка Б. Наварра, который снабжал Императорский музей естественной истории (Вена) образцами рыб, обитающих в водах Шанхая.

## Ареал и места обитания
Dasyatis navarrae обитают в северо-западной части Тихого океана в Восточно-Китайском и Жёлтом морях, в том числе в Бохайском заливе, а также в водах Тайваня. Эти скаты ведут донный образ жизни, встречаются в прибрежной зоне, заходят в эстуарий Хуанхэ.

## Описание
Грудные плавники этих скатов срастаются с головой, образуя ромбовидный плоский диск, ширина почти равна длине, с изогнутым передним краем и закруглёнными плавниками («крыльями»). Треугольное, выступающее за пределы диска рыло вытянуто и составляет 1/4 длины диска. Вдоль средней линии его покрывают 2—3 ряда увеличенных пор. Позади мелких глаз расположены брызгальца, которые превышают их по размеру. На вентральной поверхности диска расположены 5 жаберных щелей, рот и ноздри. Между ноздрями пролегает лоскут кожи с бахромчатым нижним краем. Рот изогнут в виде дуги, на дне ротовой полости присутствует 3 отростка. Зубы выстроены в шахматном порядке и образуют плоскую поверхность. В отличие от самок и неполовозрелых особей зубы самцов заострены. Во рту имеется 40 верхних и 37 нижних зубных рядов. 
Как и у других хвостоколов на дорсальной поверхности в центральной части кнутовидного хвостового стебля расположен зазубренный шип, соединённый протоками с ядовитой железой. Иногда у скатов бывает 2 шипа. Периодически шип обламывается и на их месте вырастает новый. Позади шипа на хвостовом стебле расположены дорсальная и вентральная кожные складки.
Между глазами пролегает 4—6 рядов мелких бляшек, узкая полоса бляшек тянется от центра диска вдоль позвоночника до основания хвоста. Перед ядовитым шипом вдоль центральной линии хвоста также 3 крупных бляшки. Окраска дорсальной поверхности диска тёмно-коричневого цвета. Вентральная поверхность диска белая. Максимальная зарегистрированная ширина диска 38 см, а общая длина колеблется от 60 до 94 см.

## Биология
Подобно прочим хвостоколообразным Dasyatis navarrae  относится к яйцеживородящим рыбам. Эмбрионы развиваются в утробе матери, питаясь желтком и гистотрофом. На этих скатах паразитируют Копеподы  Caligus dasyaticus и Моногенеи Heterocotyle chinensis. 

## Взаимодействие с человеком
Dasyatis navarrae не являются объектом целевого лова. Они попадаются у побережья Китая в качестве прилова при коммерческом промысле путём донного траления. Мясо употребляют в пищу, но ценится оно невысоко. Вид страдает от перелова и ухудшения условий среды обитания, обусловленного антропогенными факторами. Данных для оценки Международным союзом охраны природы статуса сохранности вида недостаточно.  